# Schuwe
Schuwe, auch Schuuf, ist die regionale Bezeichnung für ein mehrteiliges, im niederländisch-niederrheinischen Grenzgebiet typisches Schmuckstück. Die Schuwe kann als Vorstecknadel (Brosche) oder an einer Kette oder einem schwarzen Samtband um den Hals getragen werden.
Das Schmuckstück besteht aus einem Hauptelement in geometrischer oder floraler Filigranarbeit. Die Grundform kann queroval oder halbmondartig sein. Typische Materialien sind Talmi- oder Walzgold. Weitere Elemente können aus Email sein. An symmetrisch angebrachten Ösen können Anhänger aus dem gleichen Material angebracht werden, unmittelbar oder an Ketten und Zwischenstücken. Typisch sind kleine Anhänger in Form von Eicheln oder Herzen. Katholische Frauen tragen mittig daran einen Kreuzanhänger oder zwei Kreuzanhänger untereinander.
Die Schuwe ist eine charakteristische Schmuckform in der niederländischen Provinz Limburg, von wo sie sich auch bis an den Niederrhein verbreitet hat. Sie ähnelt dem Gadderke aus der benachbarten Region Westfalen. Seit der ersten Hälfte des 19. Jahrhunderts wird sie von wohlhabenden verheirateten Bürgerinnen und Bäuerinnen getragen.
Vorbilder in Form und Verwendung sind Schmuckstücke aus dem Barock und Rokoko.
In Venray heißt dieser Schmuck mundartlich Plak. Dort gab es den Brauch, dass dieser Schmuck für die neue Bäuerin auf dem Hof gekauft wurde, bezahlt aus den Einnahmen, die beim Verkauf des ersten Wurfes Ferkel erzielt wurden.